# Lea Bailey Light Railway
| Lea Bailey Light Railway | Lea Bailey Light Railway          |
| ------------------------ | --------------------------------- |
| Akkulokomotive           |                                   |
| Lokomotivschuppen        |                                   |
| Streckenlänge:           | 0,183 km                          |
| Spurweite:               | Ursprünglich 1435 mm Heute 610 mm |
|                          |                                   |

Die Lea Bailey Light Railway ist eine 183 m lange Schmalspurbahn mit einer Spurweite 610 mm (2 Fuß) westlich von Mitcheldean in England. Sie wird ehrenamtlich als Museumseisenbahn betrieben. 

## Geschichte

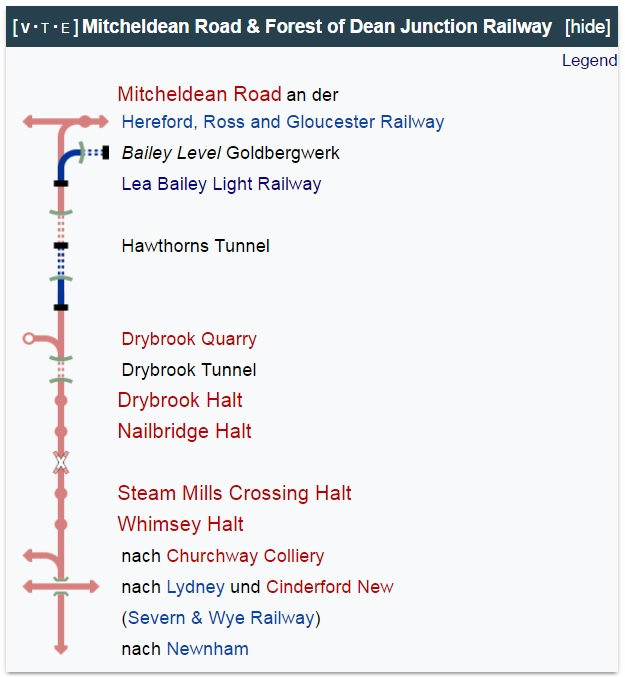
Streckenverlauf der Lea Bailey Light Railway (blau) auf der alten Trasse der Mitcheldean Road and Forest of Dean Junction Railway (rosa)

Lea Bailey Light Railway wurde und wird auf dem Gelände eines früheren Goldbergwerks errichtet, das vom Chastan Syndicate am 20. November 1906 gegründet wurde. Nachdem 75.000 Aktien zu jeweils 1 £ verkauft worden waren, zeigte sich bei Testgrabungen in Lea Bailey und der nahegelegenen Staple Edge, dass die geringen Mengen Gold nicht ökonomisch abgebaut werden konnten. Das Syndikat wurde deshalb 1908 aufgelöst.
Das Bergwerk wurde später vergrößert, so dass etwa 3000 t Eisenerz abgebaut werden konnten, was aber im Vergleich zu den etwa 150.000 t der nahegelegenen Wigpool Ironstone Mine nur wenig ist.
Die Besitzer der Clearwell Caves wollten das Bergwerk 2003 als Touristenattraktion eröffnen, was aber nicht gelang. 2012 erkundete eine kleine Gruppe des Royal Forest of Dean Caving Club den Bergwerksschacht und fand dort eine Anzahl von außer Betrieb genommenen Schienenfahrzeugen. Sie schlugen den Besitzern vor, dass Freiwillige das Gelände renovieren könnten. Bis 2014 wurden zwei Lokomotiven und mehrere Loren vom Lager in den Clearwell Caves oder dem in der Nähe gelegenen Hawthorn Tunnel nach Lea Bailey gebracht.
Im Jahr 2013 wurde die Bailey Light Railway Society gegründet, deren Mitglieder Schmalspurgleise auf der ehemaligen Trasse der normalspurigen Mitcheldean Road and Forest of Dean Junction Railway verlegen und ehrenamtlich Arbeiten auf dem Gelände verrichten. Die Gleise werden auch genutzt, um die Lokomotiven anderer Sammler vorzuführen, z. B. eine aus Amerika importierte Eimco Druckluftlokomotive (Nr. 401–216) oder eine Murphy Batterielok mit 12 V (Nr. WR8).

## Lokomotiven
- Hunslet 4wDHF 7446, Baujahr 1975
- Motor Rail Simplex 4wD 21282, Baujahr 1960[7][8]
- Wingrove & Rogers L1009